# Bastion (morski rejon umocniony)
Bastion – obszar jednego z mórz przylegających do terytorium wcześniej ZSRR, współcześnie zaś Rosji, stanowiący chroniony rejon operacyjny radzieckich rakietowych okrętów podwodnych z napędem jądrowym.
Do końca lat 60. XX wieku, z uwagi na stosunkowo niewielki zasięg radzieckich pocisków SLBM, rakietowe okręty SSBN tego kraju musiały patrolować wody w pobliżu stanowiących ich cel państw zachodnich, w tym zwłaszcza wzdłuż brzegów Stanów Zjednoczonych, co narażało je na ataki amerykańskich sił ZOP. Wraz z rozwojem pocisków SLBM, zwłaszcza po wprowadzeniu do służby systemu rakietowego D-9 z pociskiem R-29, dzięki dużemu zasięgowi nowych pocisków możliwe stały się ataki rakietowe na terytorium Stanów Zjednoczonych już spod brzegów Rosji.
Na początku lat 70. radzieckie dowództwo wyznaczyło więc kilka regionów umocnionych w morzach bezpośrednio sąsiadujących z terytorium Związku Radzieckiego: Morze Białe (zwłaszcza stanowiąca jego część Zatoka Kandałaksza), Morze Barentsa, Morze Karskie, Morze Norweskie, Morze Ochockie, Morze Łaptiewów oraz Morze Japońskie, a także pokrytych lodem rejonach arktycznych, w których stale patrolować miały odtąd radzieckie okręty rakietowe, wciąż posiadając w zasięgu swoich pocisków kontynentalne terytorium Stanów Zjednoczonych. Ze względu na warunki geograficzne wody te są często trudno dostępne dla amerykańskich myśliwskich okrętów podwodnych z napędem jądrowym, ukrywające się zaś w tych wodach okręty rakietowe są dodatkowo chronione przez startujące z pobliskich baz na lądzie samoloty oraz okręty nawodne i własne myśliwskie okręty podwodne. Niektóre z tych bastionów chronione są dodatkowo przez lądowe instalacje militarne, jak te zainstalowane w cieśninie Gorło chroniącej przejście na Morze Białe z Morza Barentsa.
Termin bastion jest terminem anglojęzycznym. W nomenklaturze rosyjskiej nosi on nazwę rejonu umocnionego.
Amerykańską odpowiedzią na strategie bastionów była część tzw. doktryny Lehmana, opracowanej przez sekretarza marynarki Johna Lehmana. Zakładała ona zmianę defensywnej dotąd strategii działania amerykańskich sił przeciwpodwodnych nastawionej na obronę bezpośrednią amerykańskich wybrzeży, na strategię ofensywną zakładającą zwalczanie radzieckich okrętów rakietowych już w wodach radzieckich, w tym zwłaszcza w bastionach. Opracowano w tym celu projekt niezwykle cichych i dysponujących potężnym rakietowym i torpedowym uzbrojeniem przeciwpodwodnym jednostek myśliwskich typu Seawolf, które dzięki swojemu wyciszeniu zdolne miały być do przenikania oraz operowania przez długi czas w wodach bastionów.